# Tipula (Lunatipula) parallela
Tipula (Lunatipula) parallela is een tweevleugelige uit de familie langpootmuggen (Tipulidae). De soort komt voor in het Palearctisch gebied.